# Чугайнова, Анна Павловна
Анна Павловна Чугайнова (род. 26 ноября 1964) — российский математик, доктор физико-математических наук (2007). Лауреат Государственной премии Российской Федерации (2003).

## Биография
Родилась 26 ноября 1964 года.
Окончила механико-математический факультет МГУ (1987) и аспирантуру (1990).
С 1990 года работает в Математическом институте имени В. А. Стеклова РАН.
Доктор физико-математических наук (Механика деформируемого твёрдого тела).

## Научные интересы
Ударные волны в сплошных средах, распространение волн в упругих и вязкоупругих средах при наличии дисперсии, неединственность решений автомодельных задач нелинейной динамической теории упругости.

## Преподавание
В 1997—1999 годах — доцент кафедры высшей математики МАИ.

## Из библиографии
Диссертации:
- Некоторые особенности поведения нелинейных волн в упругих и вязкоупругих средах : диссертация … кандидата физико-математических наук : 01.02.04 / МГУ им. М. В. Ломоносова. — Москва, 1991. — 130 с. : ил.
- Классические и неклассические разрывы и их структуры в нелинейно-упругих средах с дисперсией и диссипацией : диссертация … доктора физико-математических наук : 01.02.04 / Чугайнова Анна Павловна; [Место защиты: Ин-т проблем механики РАН]. — Москва, 2007. — 193 с. : ил.[2]

Книги:
- Современные проблемы математики / Мат. ин-т им. В. А. Стеклова Российской акад. наук; [редсовет: С. И. Адян и др.]. — Москва : МИАН, 2003-. — 20 см. Вып. 7: Классические и неклассические разрывы и их структуры в нелинейно-упругих средах с дисперсией и диссипацией / А. Г. Куликовский, А. П. Чугайнова. — Москва : МИАН, 2007. — 148 с. : ил., табл.; 20 см; ISBN 5-98419-019-2
- Математические методы изучения разрывных решений нелинейных гиперболических систем уравнений / А. Г. Куликовский, Е. И. Свешникова, А. П. Чугайнова. — Москва : МИАН, 2010. — 120 с. : ил.; 20 см. — (Лекционные курсы НОЦ / Мат. ин-т им. В. А. Стеклова Российской акад. наук; Вып. 16).; ISBN 5-98419-037-X

## Награды и звания
- Государственная премия Российской Федерации 2003 года — за работу «Нелинейные волны в сплошных средах, описываемые гиперболическими системами уравнений высокого порядка: разрывы и их структуры»[3].